# クイーン・オブ・ザ・サウス 〜女王への階段〜
『クイーン・オブ・ザ・サウス 〜女王への階段〜』（原題: Queen of the South）は、2016年から2021年までUSAネットワークで放送されていたアメリカ合衆国のテレビドラマシリーズ。麻薬カルテルに恋人を殺された女性の復讐を描くクライムドラマ。USAの姉妹ネットワークでスペイン語放送局であるTelemundoで放送されていたテレノベラ『La Reina del Sur』のリメイク作品であり、スペインの作家アルトゥーロ・ペレス＝レベルテの小説「La Reina del Sur」を原作としている。出演はアリシー・ブラガ、ベロニカ・ファルコン、ジャスティナ・マシャドなど。アメリカでは2016年6月23日からUSAネットワークで放送が開始された。日本では2017年1月22日からFOXチャンネルから日本語字幕・吹き替え版が放送された。

## あらすじ
ドラッグの売人グエロと恋人に落ちたテレサ・メンドーサ。しかしグエロが殺されたことで、復讐を心に誓い、裏社会でのし上がっていく。

## 登場人物とキャスト

### メイン
テレサ・メンドーサ
演 - アリシー・ブラガ、声 - 永宝千晶
ドン・カミラ・バルガス
演 - ベロニカ・ファルコン、声 - 塩田朋子
ブレンダ・パラ
演 - ジャスティナ・マシャド
ジェームズ・バルディーズ
演 - ピーター・ガディオット、声 - 津田健次郎
ポテ・ガルベス
演 - ヘムキー・マデーラ
セサル・“バットマン”・グメス
演 - ヘラルド・タラセナ、声 - 多田野曜平
ドン・エピファニオ・ヴァルガス
演 - ジョアキム・デ・アルメイダ、声 - 佐々木勝彦
グエロ・ダヴィラ
演 - ジョン・マイケル・エッカー
Alonzo Loya
演 - ニック・サガル
DEAエージェント。
Alberto Cortez
演 - ヤンシー・アリアス
Isabela Vargas
演 - イダリア・ヴァレス
Javier Jimenez
演 - アルフォンソ・ヘレラ
Judge Cecil Lafayette
演 - デヴィッド・アンドリュース
Kelly Anne Van Awken
演 - モリー・バーネット

## エピソード
| シーズン | シーズン | 話数 | 話数 | 放送期間      | 放送期間      |
| シーズン | シーズン | 話数 | 話数 | 初回放送      | 最終回放送    |
| -------- | -------- | ---- | ---- | ------------- | ------------- |
|          | 1        | 13   | 13   | 2016年6月23日 | 2016年9月15日 |
|          | 2        | 13   | 13   | 2017年6月8日  | 2017年8月31日 |
|          | 3        | 13   | 13   | 2018年6月21日 | 2018年9月13日 |
|          | 4        | 13   | 13   | 2019年6月6日  | 2019年8月29日 |
|          | 5        | 10   | 10   | 2021年5月7日  | 2021年6月9日  |